# پرستودریایی معمولی

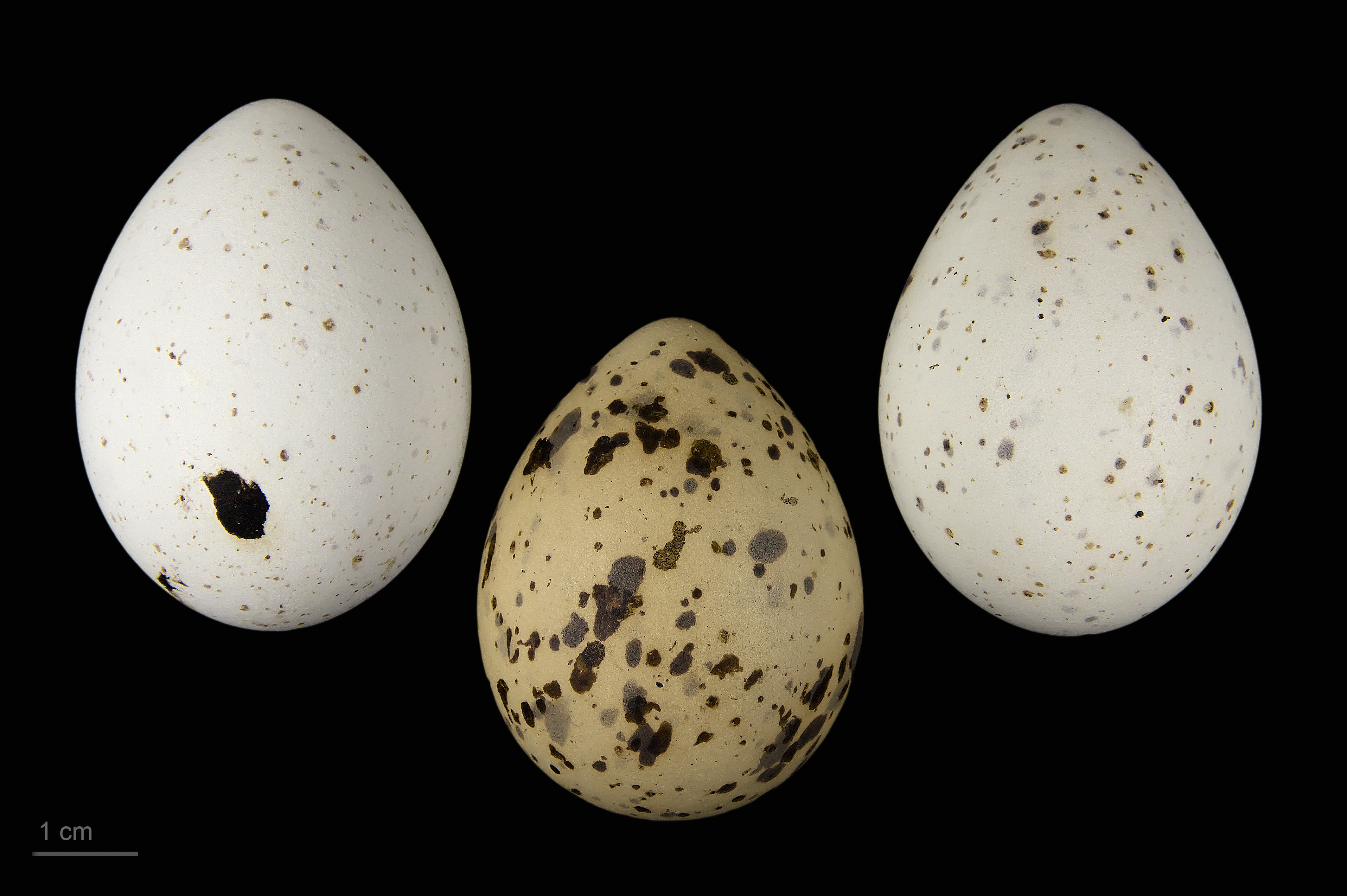
Sterna hirundo hirundo

پرستودریایی معمولی (نام علمی: Sterna hirundo) نام یک گونه پرستودریایی از سرده پرستودریایی‌ها است. این پرنده بیشترین پراکنش را در میان همهٔ پرستودریایی‌ها دارد.

## ویژگی‌های ظاهری
پرستودریایی معمولی ۳۵ سانتی‌متر طول دارد. از دیدگاه ظاهری همانندی بسیاری به پرستودریایی قطبی دارد، با این تفاوت که بال‌های آن کمی پهن‌تر، دمش کوتاه‌تر، منقار و گردن بلندتر، پیشانی صاف‌تر، پاها اندکی بلندتر، و بال‌زدن‌هایش بسیار محکم است. شاهپرهای اولیه در انتها تیره‌رنگ و به سوی داخل پرها خاکستری کمرنگ می‌شوند. در زیر بال‌ها، در حاشیهٔ جلویی، نواری وجود دارد که به رنگ تیره است و با رنگ خاکستری شفاف موجود در انتهای شاهپرها آمیخته است. پاها و منقار این پرنده به رنگ قرمز نارنجی؛ تُک منقار، پیشانی، تارک و پس گردن سیاه هستند؛ چانه، گردن، سینه، شکم و دم دوشاخه نیز به رنگ سفید هستند.

## زیستگاه
این پرنده به شکل گروهی در کرانه‌های دریاها، دریاچه‌های آب شیرین، رودخانه‌های بزرگ و تالاب‌های گسترده زندگی می‌کند و در میان تپه‌های شنی آشیانه می‌سازد.